# زمین‌لرزه ۲۰۱۱ ویرجینیا
زمین‌لرزه ویرجینیا  در تاریخ ۲۳ اوت ۲۰۱۱ میلادی، برابر با ‎۱ شهریور ۱۳۹۰، ساعت ۱۷:۵۱:۰۳٫۰ به زمان یوتی‌سی در ویرجینیا ، منطقه پیدمونت رخ داد.ژرفای این زلزله ۱٫۰ کیلومتر بود. بزرگی آن ۵٫۹ در مقیاس mb بدست آمده‌است.
بیشینهٔ شدت آن در مقیاس مرکالی، VII (very strong) اعلام شده‌است.
پروژهٔ جهانی تنسور گشتاور مرکزوار پارامتر زمان مرکزوار زمین‌لرزه را با اختلاف ۴٫۳ ثانیه نسبت به زمان رخداد اشاره شده در بالا و مختصات مرکزوار را در ۳۷°۵۰′شمالی ۷۷°۵۸′غربی / ۳۷٫۸۴°شمالی ۷۷٫۹۶°غربی محاسبه کرد و همچنین، ژرفا در ۱۲٫۰ کیلومتر ثابت شده‌است. در این محاسبات زاویه‌های (راستا، شیب، ریک) گسل سازندهٔ زمین‌لرزه و صفحه عمود بر آن برابر با (°۲۸، °۴۷، ° ۱۱۹) یا (°۱۶۹، °۵۰، ° ۶۲) حاصل شده‌است.